# 陸屋根

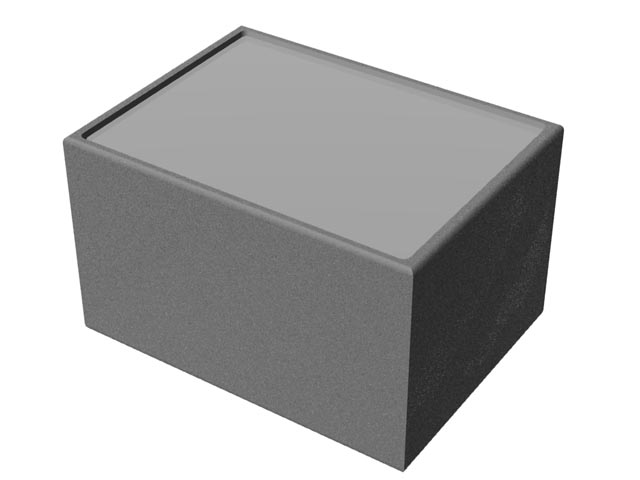
陸屋根の構造

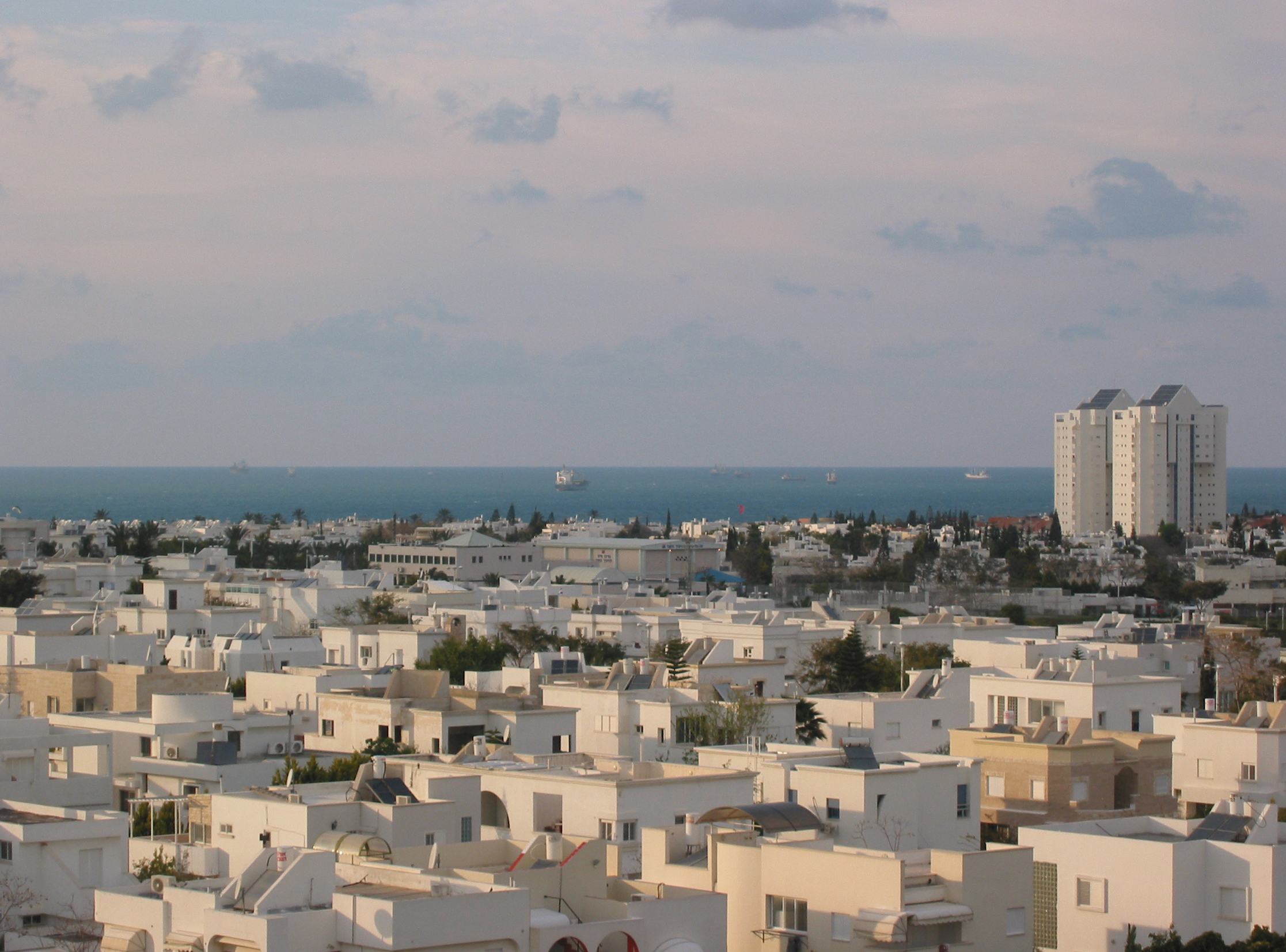
イスラエルアシュドトの住宅

陸屋根（ろくやね、りくやね）とは傾斜の無い平面状の屋根のこと。平屋根（ひらやね）ともいう。
「陸（ろく）」とは水平の意味であり、その逆は「不陸（ふりく、ふろく）」という。普通、陸屋根を有する建築物の上の平面部を屋上という。
水平な屋根を陸屋根というのに対し、傾斜を持つ屋根は勾配屋根という。

## 構造
陸屋根は一応は水平な屋根をいうが、完全な水平面になっている屋根面はあり得ない。屋根勾配は屋根表面に水が残らないようにしたり、屋根面の不連続な箇所からの雨水の侵入を防ぐため必要不可欠だからである。たとえ継ぎ目なく施工したとしても、経年劣化によりひび割れ等を生じてくるリスクを見込んでおく必要がある。
陸屋根にも雨水への対処として排水のためのごく緩い勾配（排水勾配または水勾配という）の設定や防水施工が必要である。陸屋根に設置される排水口は「ルーフドレイン」という。
陸屋根特有の要素を以下に挙げる。なお、日本の建築基準法などでは、建物の主な用途に付随する施設として一定規模の面積を超えなければ、階数に算出されない。但し、高さに関しては、階数の判断に関わらず斜線制限や日影規制/天空率の適用を受けることがあるので注意を要する。
ペントハウス
屋上に突出した小さな部屋部分で、昇降機室や収納、屋上への出入り口として用いられる。塔屋ともいう。詳細はペントハウスアパートメントを参照。
パラペット
陸屋根の周囲の立ち上がった部分。歩行者などの落下や、雨水が外壁に流れ落ちることを防ぐ（「パラペット」を参照）。

## 利用
普通、人間が居住する部屋は四角形であり、それを直方体状に覆う陸屋根は建材量を最小限にできる。このため木材等が入手しにくい中東やアフリカ等の乾燥地域では古代から見られる。欠点は排水性の低さで、高耐久の建材が実現していなかった近代以前では経年とともに屋根が自重で落ち込んでさらに排水性が低下して腐朽を誘発したり雨水や雪の重みで陥没する恐れもあり、日本のような多雨地域や積雪地での普及は現代に入ってからである。
屋上施設を配したり、ヘリポートを設置できることからビル、マンションなどの高層建築物や病院などの特殊建築物に多く見られる。また、主にデザインの観点から一般住宅でも採用例が増えているほか、豪雪地帯では落雪事故を防ぐため、鉄筋コンクリート構造で陸屋根を採用する住宅が増えている。
沖縄県では1年で平均7回も台風に襲われ住宅にも大きな被害が出ることから、風に強い鉄筋コンクリート構造で陸屋根の住宅が非常に多い。また川が短く雨が降ってもすぐに海に流れてしまうため、雨量が少ないと水不足になりやすく、陸屋根の上に貯水タンクを設置している場合が多い。
近年注目されている屋上緑化をはじめ、庭園や畑（菜園）として利用する場合は、土砂重量に対する構造強度への配慮と、防根対策が必要となる。
同様に、設備機器を設置するためにも基礎のコンクリートなどの構造を含めた機器の荷重に対する構造計画、基礎の防水仕上げの巻き上げの処理についても考慮しなければならない。機器の増設に関しても構造計算による検討が必要になる。